# Veerker
Veerker, auch Veerken, war ein Volumenmaß in Jever im Herzogtum Oldenburg und als Fruchtmaß besonders dem Getreide vorbehalten.
Die Maßkette  war
- 1 Last = 12 Tonnen = 48 Veerker = 96 Scheffel = 384 Stab = 2112 Kannen = 8448 Ort
- 1 Veerker = 3012 Pariser Kubikzoll = 60 Liter (61,74 Liter[2])
- 1 Veerker = 45 Kannen = 180 Ort[3]
- 1 Veerker = 2 Scheffel = ¼ Tonne